# Day of the Zombie
Day of the Zombie — компьютерная игра в жанре шутера от первого лица, разработанная компанией Brainbox Games и выпущенная Groove Games в 2009 году. В России издавалась под названием «День зомби».

## Игровой процесс
Игровой процесс схож с предыдущей игрой студии, Land of the Dead: Road to Fiddler’s Green, из которой взяли многие элементы, включая зомби и оружие. Игра сделана на движке Unreal Engine 2
В игре 12 однопользовательских уровней, а также мультиплеер, который включает режимы deathmatch и capture the flag.

## Критика
Алексей «FelixXx» Корнев из Absolute Games дал игре оценку 8/100, заключив: «Day of the Zombie очень сильно похожа на предшественницу, Land of the Dead: Road to Fiddler’s Green (пусть и появилась на 4 года позже), и в то же время — куда более уродлива, даже по меркам 2005-го».